# Alanië
Alanië of Alania was een middeleeuws koninkrijk van de Alanen (proto-Osseten) dat heerste over een deel van de Noordelijke Kaukasus van de 8e of 9e eeuw tot haar verwoesting tijdens de Mongoolse Invasie in 1238 en 1239. Het omvatte grofweg de latere historische regio Circassië en het hedendaagse Noord-Ossetië-Alanië. De hoofdstad was Magas (of Ma'as) en het beheerste de belangrijke Zijderoute door de Darjalkloof.

## Erfenis
In de nadagen van de Sovjet-Unie, toen het nationalisme een heropleving doormaakte in de Kaukasus, riepen veel intellectuelen van de Noord-Ossetische ASSR op tot het herstel van de naam "Alanië". Dit idee werd aangevoerd door filoloog T.A. Goeriev, die erop stond dat de Osseten de naam van de Alanen als eigennaam zouden moeten aannemen en Noord-Ossetië zouden moeten hernoemen naar Alanië. De naam Alanië verkreeg al snel populariteit in het Ossetische dagelijkse leven in namen van bedrijven, een tv-kanaal, politieke en burgerorganisaties, een uitgeverij, voetbalteam en dergelijke. In november 1994 werd de naam Alanië officieel toegevoegd aan de titel van de deelrepubliek (Republiek Noord-Ossetië-Alanië).